# Choerotricha
Choerotricha é um gênero de traça pertencente à família Arctiidae.